# Нораванк
Нораванк (арм. Նորավանք, в переводе с армянского «новый монастырь») — армянский монастырский комплекс, построенный в XIII—XIV веках в 122 км от Еревана, на уступе узкого извилистого ущелья притока реки Арпа близ села Арени. Ущелье славится отвесными красными скалами, возвышающимися за монастырем, на территории которого расположена двухэтажная церковь Сурб Аствацацин с узкими консольными лестницами. Монастырь иногда называют Амагу Нораванк, чтобы отличить его от монастыря Бхено Нораванк близ города Горис. Амагу — название небольшого селения, некогда возвышавшегося над ущельем. В XIII—XIV веках монастырь стал резиденцией епископов Сюника и, соответственно, крупным духовным, а затем и культурным центром Армении, тесно связанным со многими местными учебными заведениями — прежде всего, со знаменитым университетом и библиотекой Гладзор.
В 1996 году Нораванк рассматривался на включение в список Всемирного наследия ЮНЕСКО.

## История
Нораванк был основан в 1205 году епископом Ованнесом, бывшим настоятелем монастыря в Ваганаванке. Монастырский комплекс включает в себя церковь Сурб Карапет (Святого Иоанна Крестителя), часовню Сурб Григор (Святого Григория) со сводчатым залом и церковь Сурб Аствацацин (Святой Богоматери). Нораванк был также резиденцией армянских князей Орбелянов. В конце XIII—начале XIV веков здесь трудились архитектор Сиранес и выдающийся скульптор и миниатюрист Момик. Крепостные монастырские стены были построены в XVII—XVIII веках.

### Церковь Сурб Аствацацин

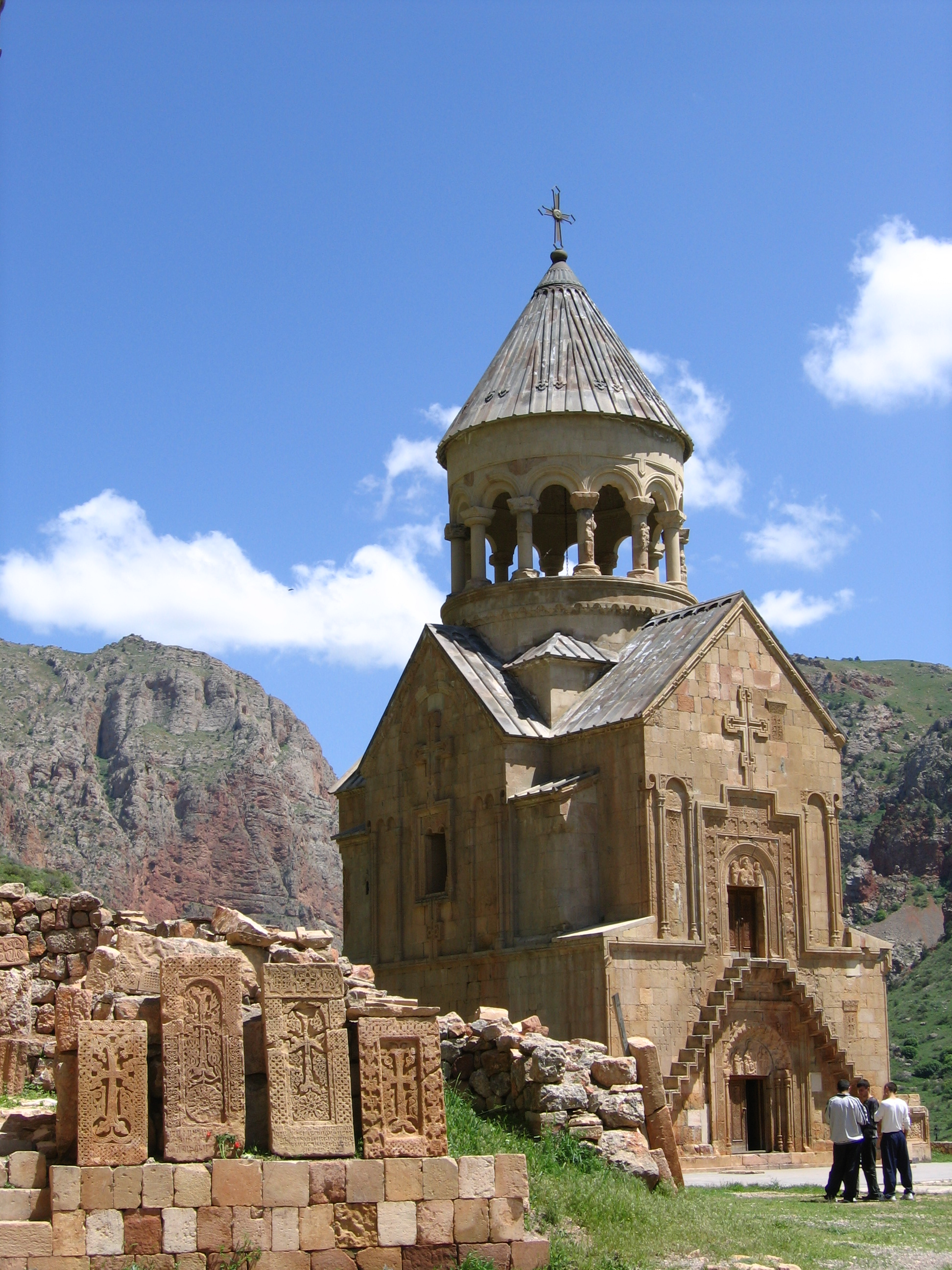
Церковь Сурб Аствацацин, 1339 год, общий вид

Наиболее величественная церковь Святой Богородицы (Сурб Аствацацин), также известная под названием Буртелашен — «построенная Буртелом» (в честь финансировавшего строительные работы князя Буртела Орбеляна), расположена под углом к церкви Св. Карапета и её притвору (гавиту), на юго-восточной стороне. Эта церковь, строительство которой завершилось в 1339 году, считается последним шедевром талантливого армянского скульптора и миниатюриста Момика. Возле церкви находится его небольшая и скромно украшенная усыпальница, датируемая тем же годом. В новейшее время вместо рухнувшей крыши была сооружена простая вальмовая четырёхскатная крыша, но в 1997 году были отреставрированы барабан купола и конусообразная кровля в память о первоначальной славе храма, о которой свидетельствуют некоторые обветшалые фрагменты. На первом этаже были устроены искусно выполненные усыпальницы Буртела и его семьи. Узкие ступени с профилированными стыками, выступающие на западном фасаде, ведут на второй ярус — к входу в молельню. Над дверью первого этажа помещен барельеф, изображающий Богоматерь с Младенцем Христом и Архангелами, а над верхним входом — изображения Христа и фигур Апостолов Петра и Павла.
Буртелашен — это высокохудожественный памятник погребальных сооружений башенного типа, которые строились в первые годы после принятия христианства в Армении. Это церковь поминовения усопших. Прямоугольный первый этаж служил семейной усыпальницей, а крестообразный второй — поминальным храмом, который был увенчан ротондой из нескольких колонн.
Храм Буртелашен — архитектурная доминанта Нораванка. Оригинальная трехъярусная композиция здания выстроена по принципу увеличивающейся высоты ярусов и сочетает утяжеленное основание с разделенной серединой и полуоткрытым верхним ярусом. Соответственно, декоративное убранство церкви выполнено сдержаннее в нижней части здания и наряднее наверху. В качестве внутреннего убранства здесь использованы колонны, небольшие арки, карнизные перевязи в форме крестов различных очертаний, медальоны, наличники окон и дверей.
Западный вход украшен с особым великолепием. Важную роль здесь играют консольные лестницы с профилированными стыками, ведущие на второй этаж. Двери обрамлены широкими прямоугольными наличниками с уступами в верхней части, колоннами, перевязями и самым изысканным, геометрически правильным и разнообразным орнаментом. Между внешним наличником и арочным обрамлением отверстий можно увидеть изображения голубей и сирен с женскими венценосными головами. Подобные геральдические барельефы широко использовались в армянской живописи XIV века, а ещё раньше — в архитектуре, миниатюрах и прикладном искусстве для декорирования различных сосудов и чаш. Дверные тимпаны украшены горельефами: на нижнем этаже на них изображена Пресвятая Дева с Младенцем Христом и Архангелами Гавриилом и Михаилом, а на верхнем этаже — фигуры Апостолов Петра и Павла. В отличие от барельефов в молельне Нораванка, эти горельефы выгравированы на гладкой поверхности, что делает их ещё более независимыми. Фигуры отличаются пластичностью форм, мягкой лепкой и акцентированием некоторых деталей одежды.
На трех колоннах в западной части ротонды изображены основатели Буртелашена. На барельефе видны фигуры Пресвятой Девы с Младенцем, а также силуэты двух стоящих людей в богатой одежде, один из которых держит в руках макет храма.

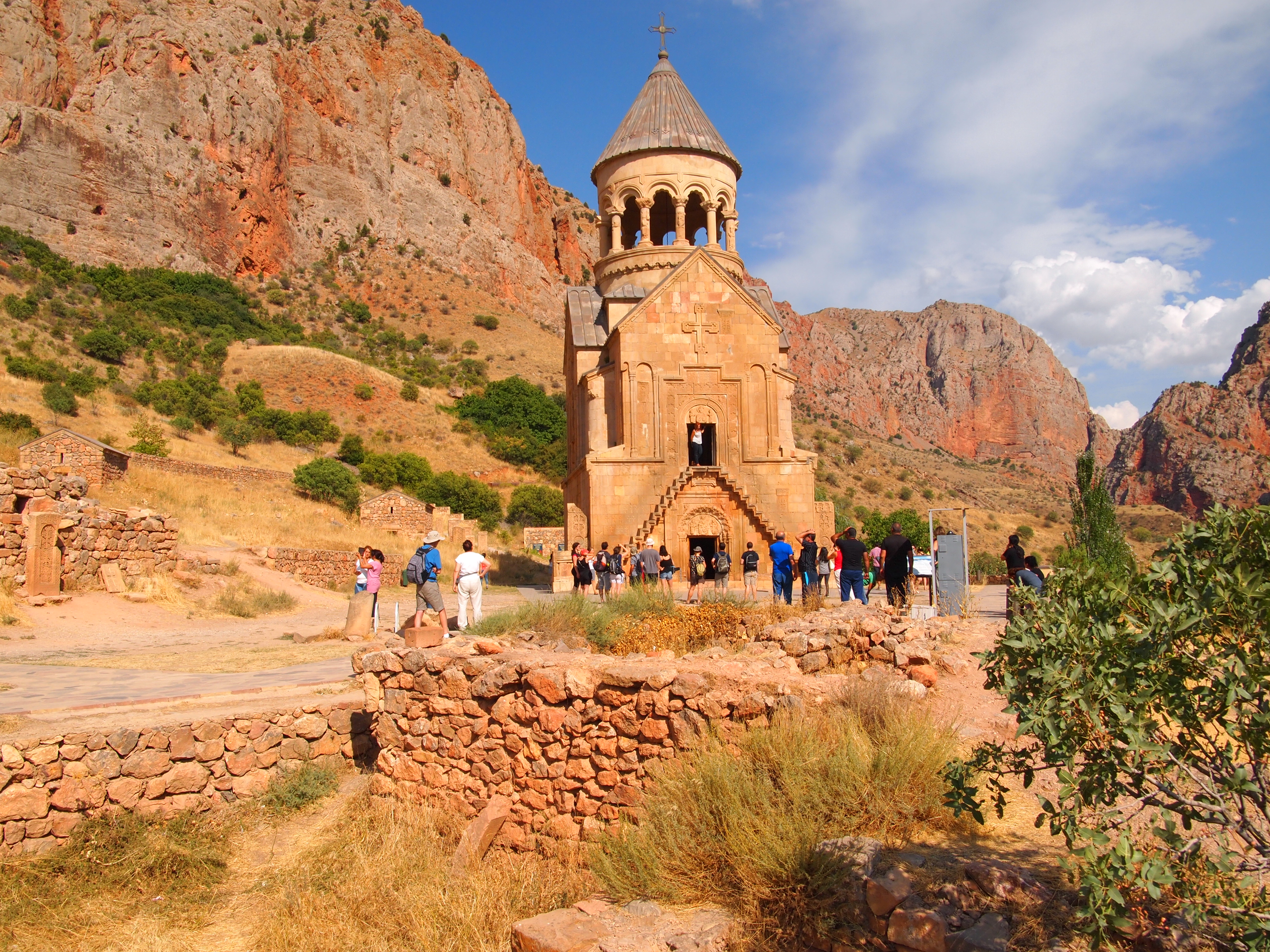
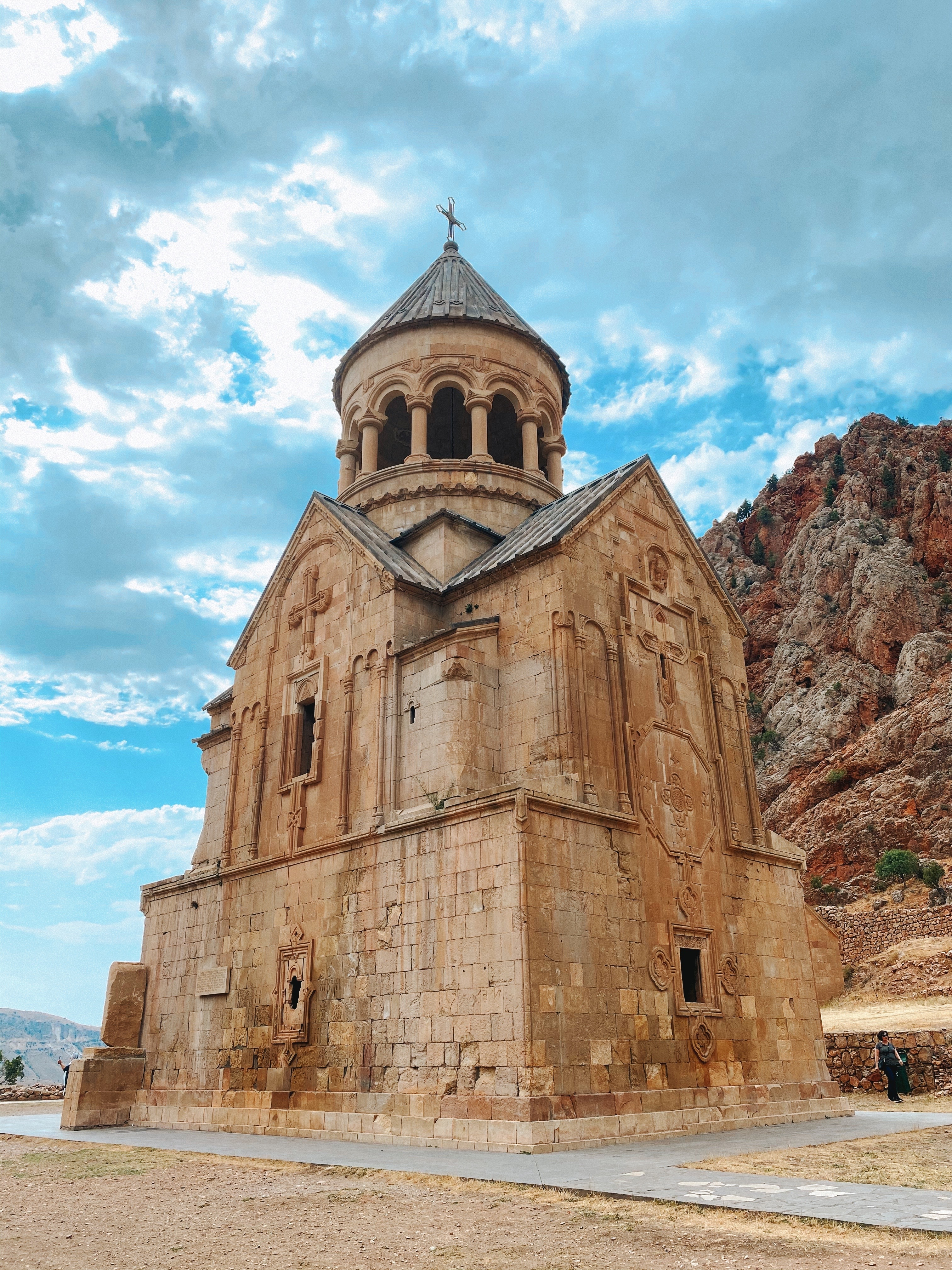
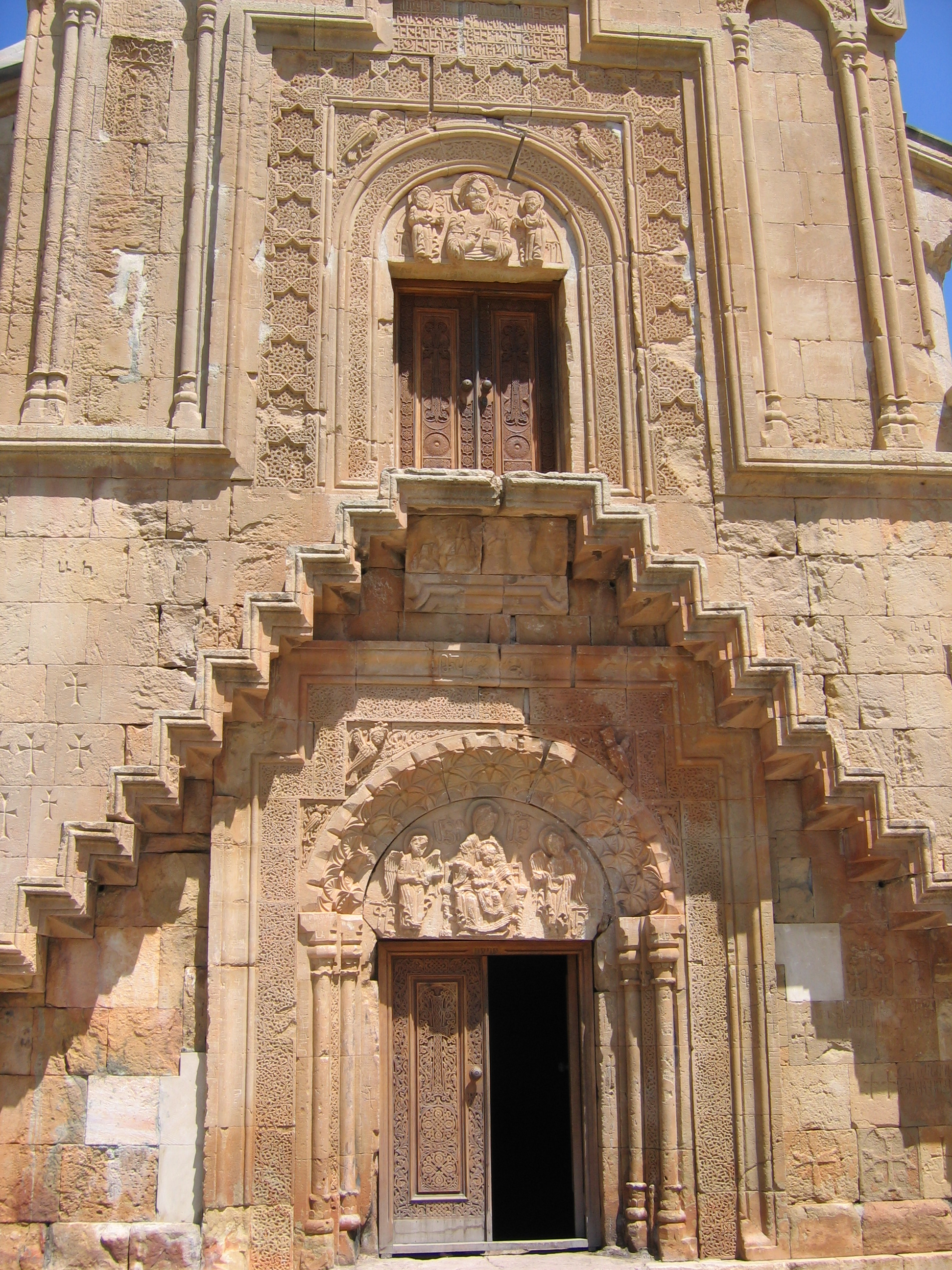
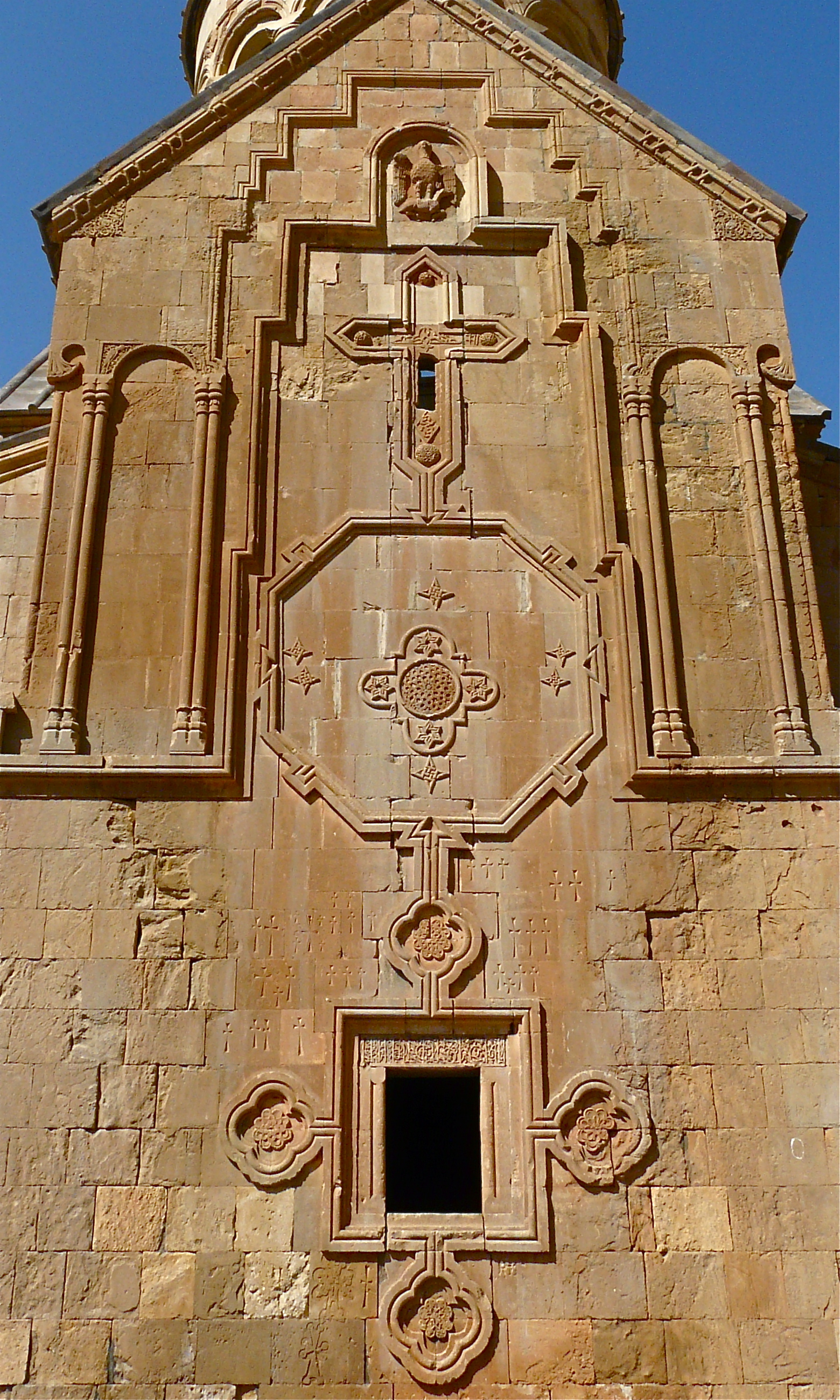
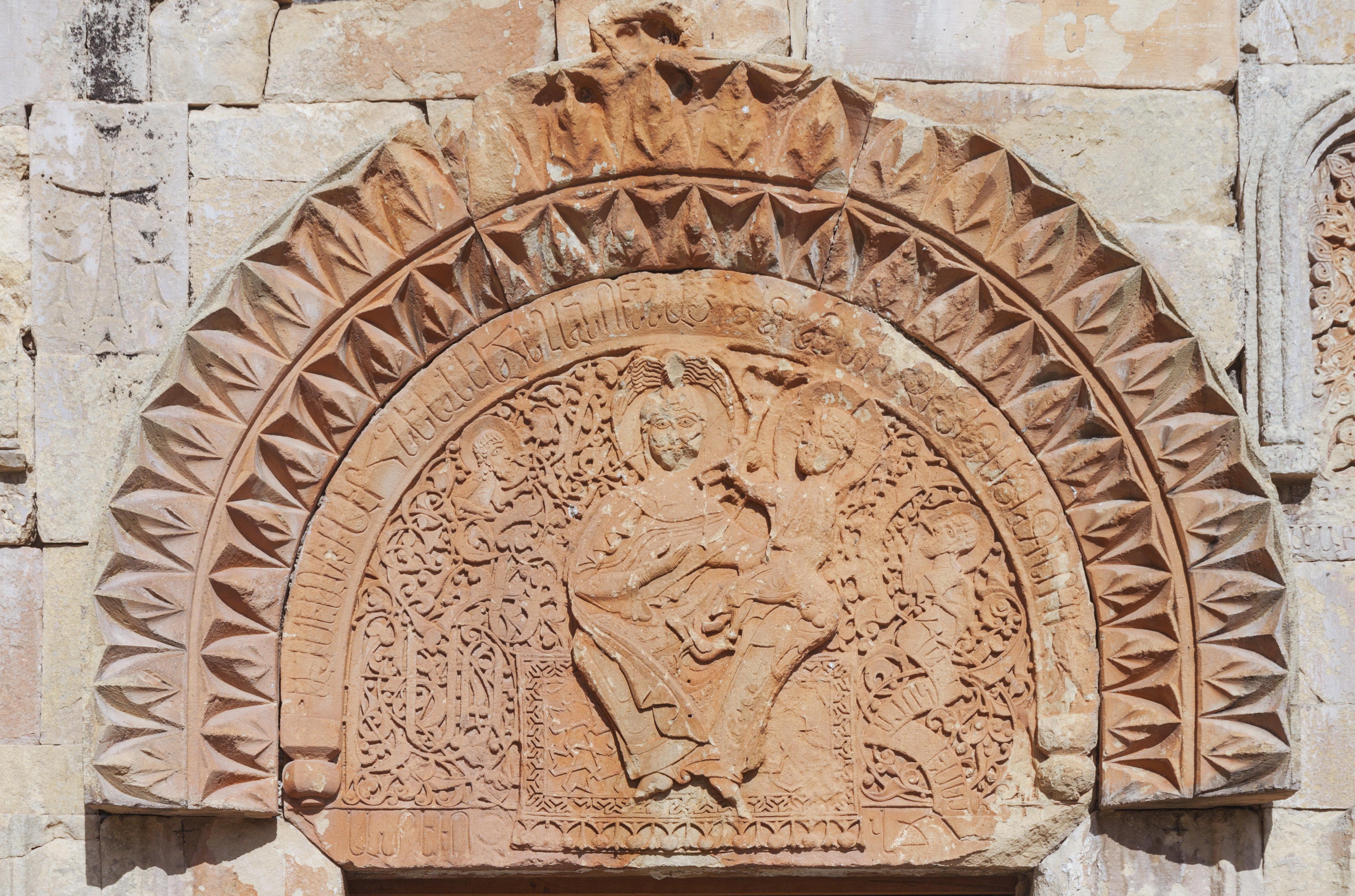
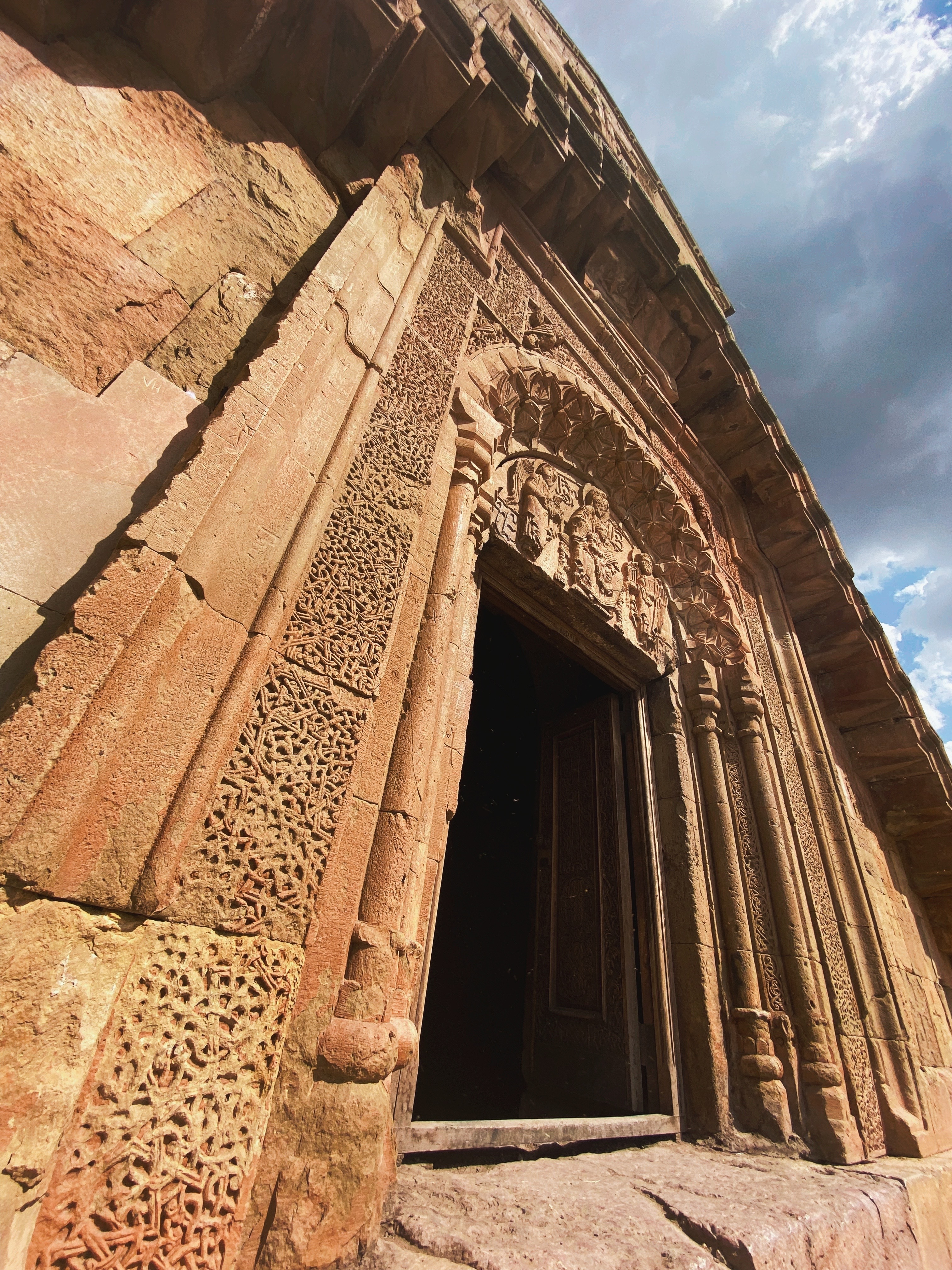
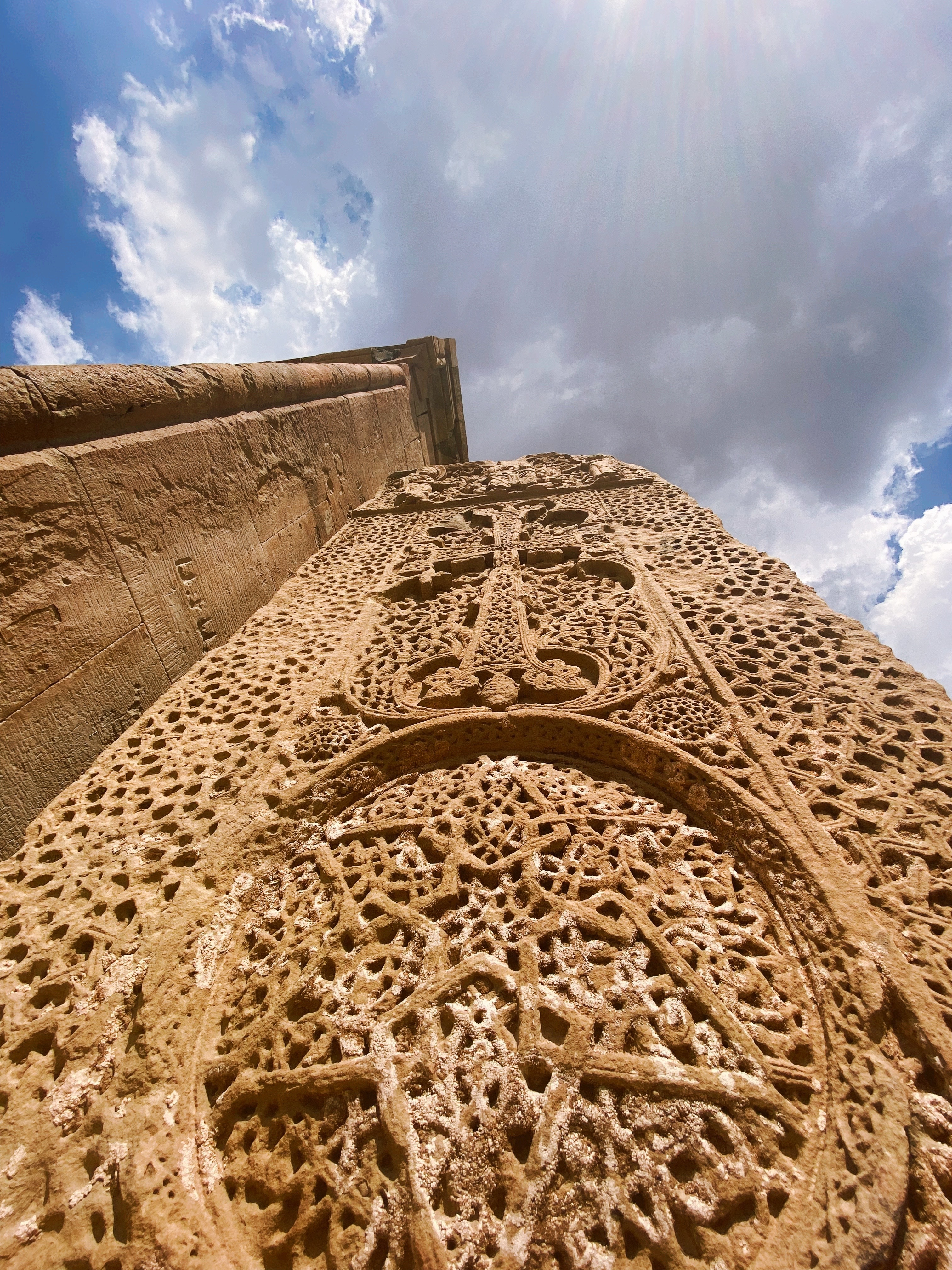

### Церковь Сурб Карапет

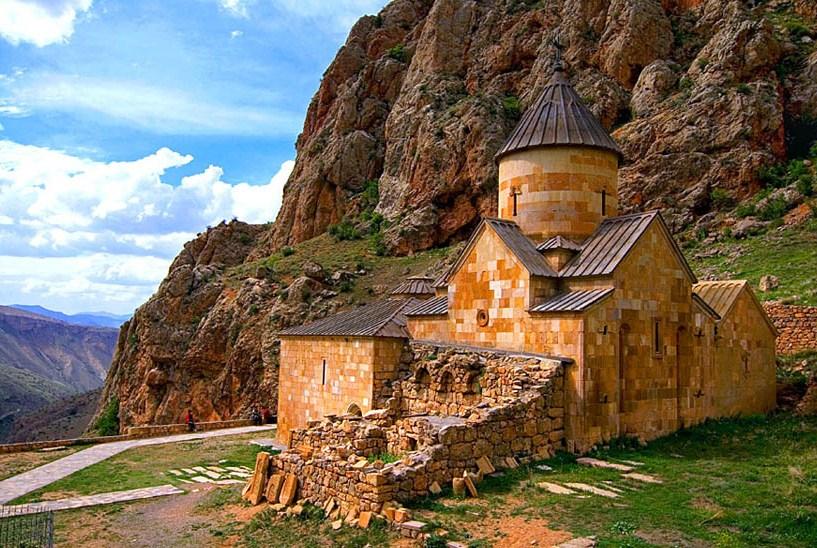
Внешний вид главной церкви комплекса Св. Карапет, 1216—1227 годы

Вторая церковь монастырского комплекса — Святого Карапета — крестово-купольное строение с двухэтажными ризницами в четырёх углах. Церковь была построена в 1216—1227 годах по указу князя Липарита Орбеляна севернее развалин древнего храма, носящего то же название и разрушенного землетрясением.
Купол церкви был разрушен во время землетрясения 1240 года, а затем восстановлен архитектором Сиранесом в 1261 году. Сравнительно недавно, в 1931 году купол был поврежден ещё одним землетрясением. В 1949 году крыша и стены были отремонтированы, а в 1998 году полностью отреставрированы.
К западной стороне церкви в 1261 году был пристроен эффектный притвор, украшенный великолепными хачкарами и несколькими исписанными надгробными плитами в полу. Иначе этот притвор называется «гавит». Стоит обратить внимание на знаменитый резной орнамент над внешней перемычкой входной двери. В церкви размещается усыпальница князя Смбата Орбеляна. По всей вероятности, первоначально перекрытие зала опиралось на четыре колонны, которые затем были разрушены землетрясением 1321 года. После землетрясения была сооружена новая крыша — в форме огромного каменного шатра с горизонтальными перегородками наподобие деревянных кровель сельского типа хазарашен, что отличает эту постройку от других памятников армянской архитектуры этого периода. Четыре ряда консолей на потолке образуют сталактитовые своды с квадратным световым отверстием в центре перекрытия. Широкие перекрытия, выступающие над полуколоннами, глубокие ниши с хачкарами и низкий потолок в форме шатра, почти лишенный убранства, делают слабо освещенный интерьер довольно мрачным.
Внешнее убранство сосредоточено в основном на западном фасаде, где расположен вход в здание. Обрамленный двумя рядами орнамента в виде трилистника и надписями, полукруглый тимпан двери украшен орнаментом и изображением Пресвятой Девы, сидящей на простом, сельском ковре с Младенцем в окружении двух Святых. В орнаменте также просматриваются крупные буквы, увитые побегами с листьями и цветами. Богородица сидит с Младенцем на восточный манер. Заметен и рисунок ковра со свисающими кисточками. В сюникских храмах XVII—XVIII веков был широко распространен культ Богородицы. Она изображалась на барельефах, и Ей были посвящены многие церкви.
Стрельчатый тимпан однотипного окна над дверью украшен уникальным барельефом с изображением Бога Отца с большими миндалевидными глазами. Правой рукой Он благословляет Распятие, а левой держит голову Адама с парящим над ней голубем, символизирующим Святого Духа. В правом углу тимпана — голубь-серафим, а пространство между ним и фигурой Отца заполнено письменами.

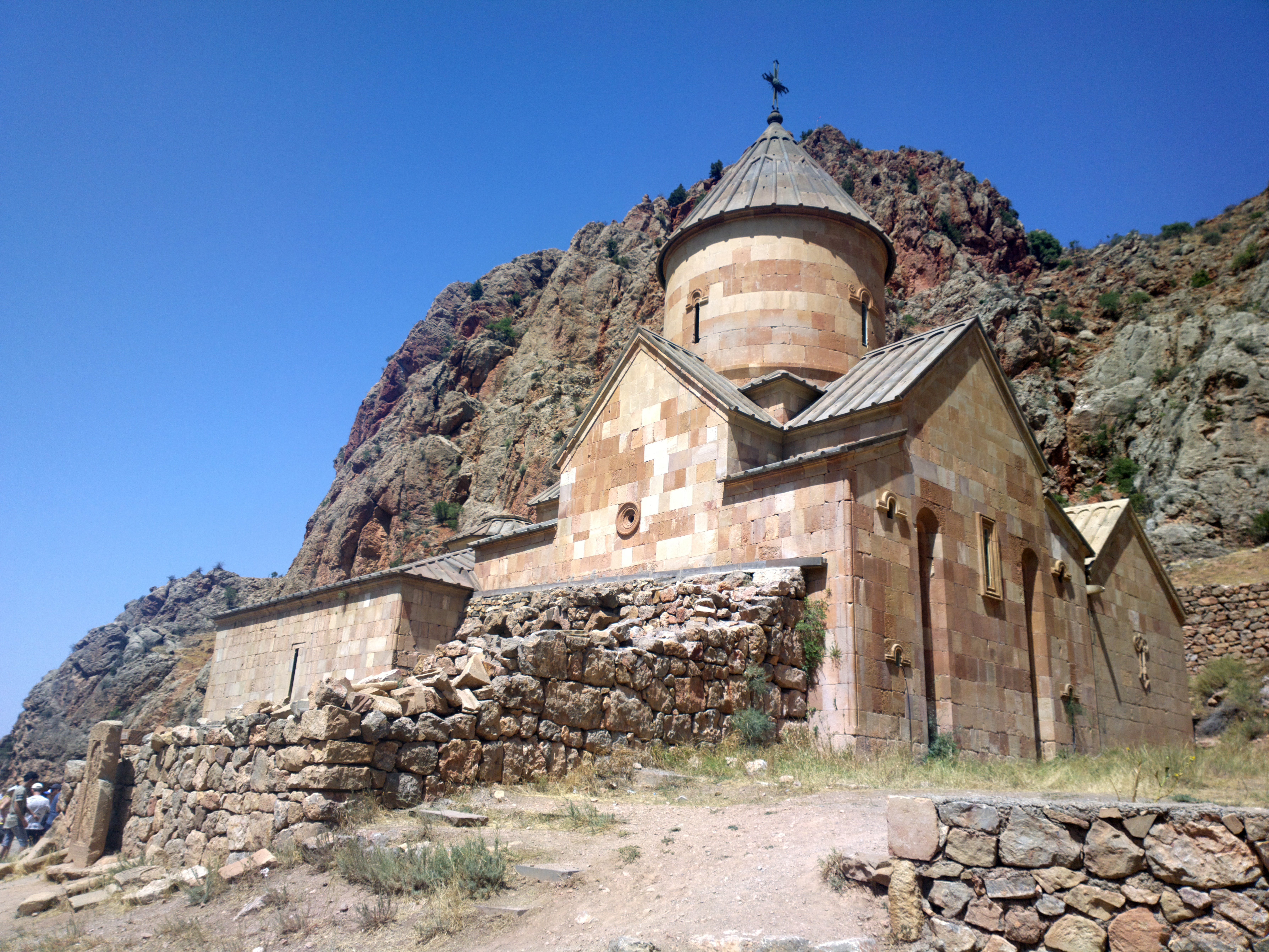
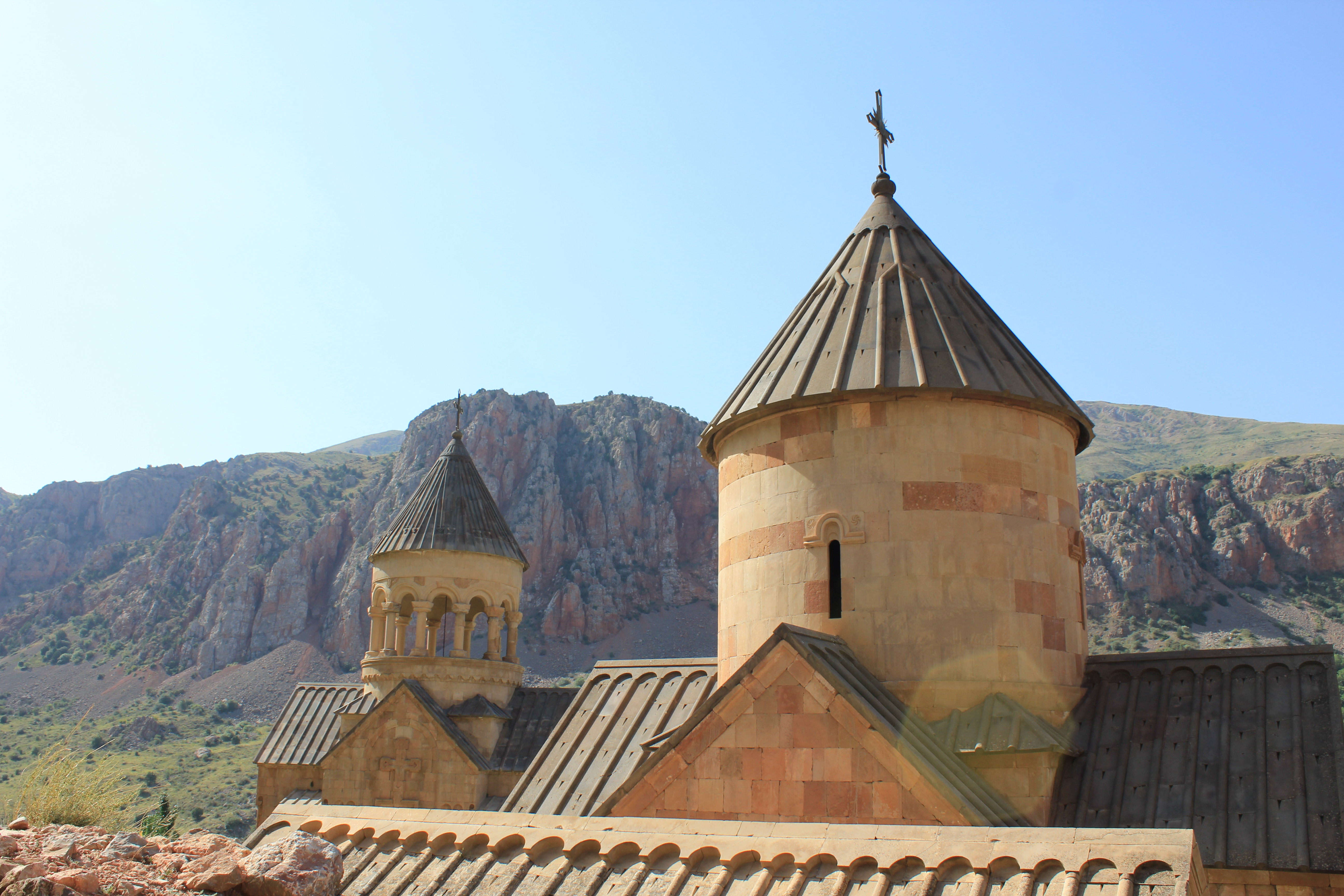
Купол
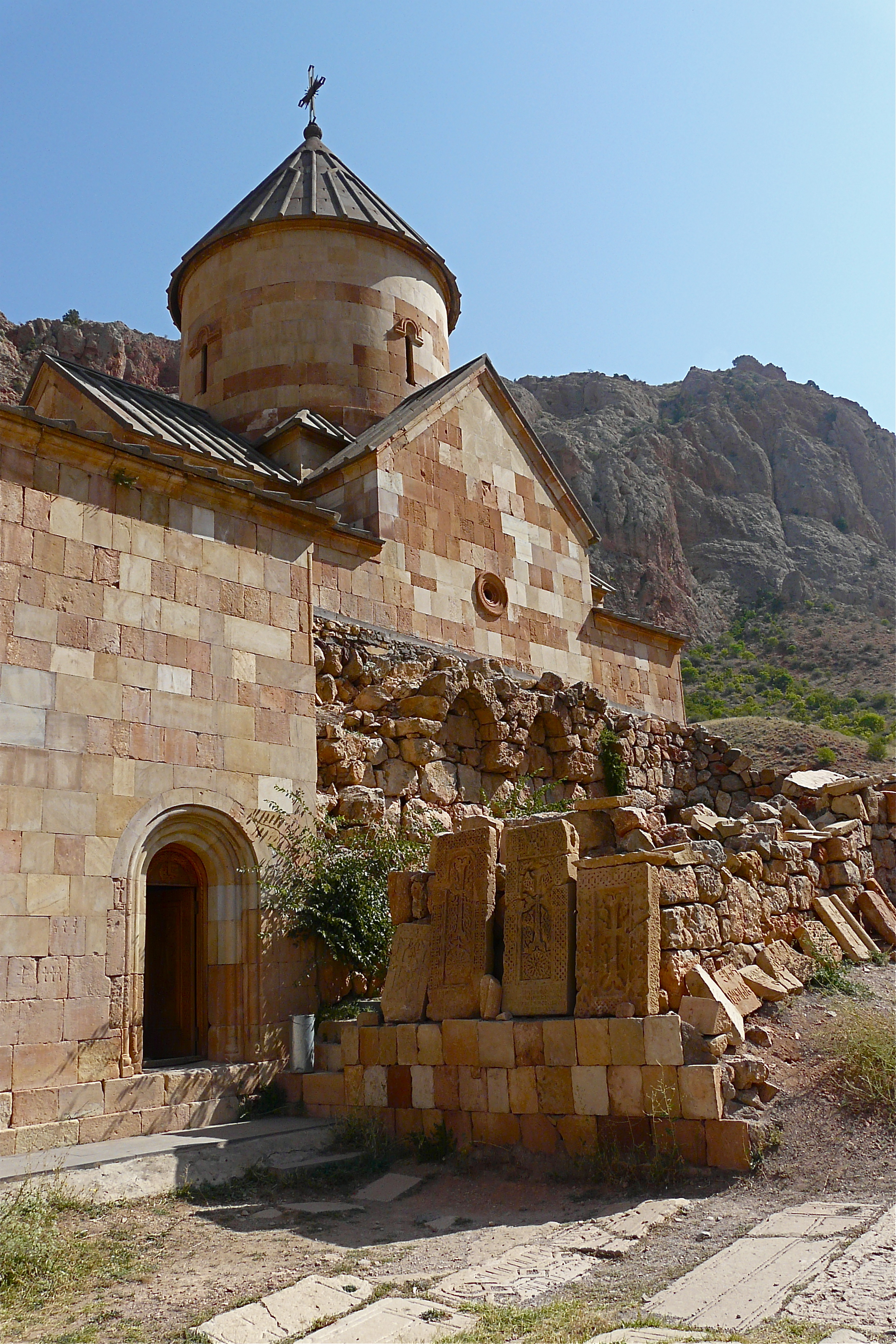
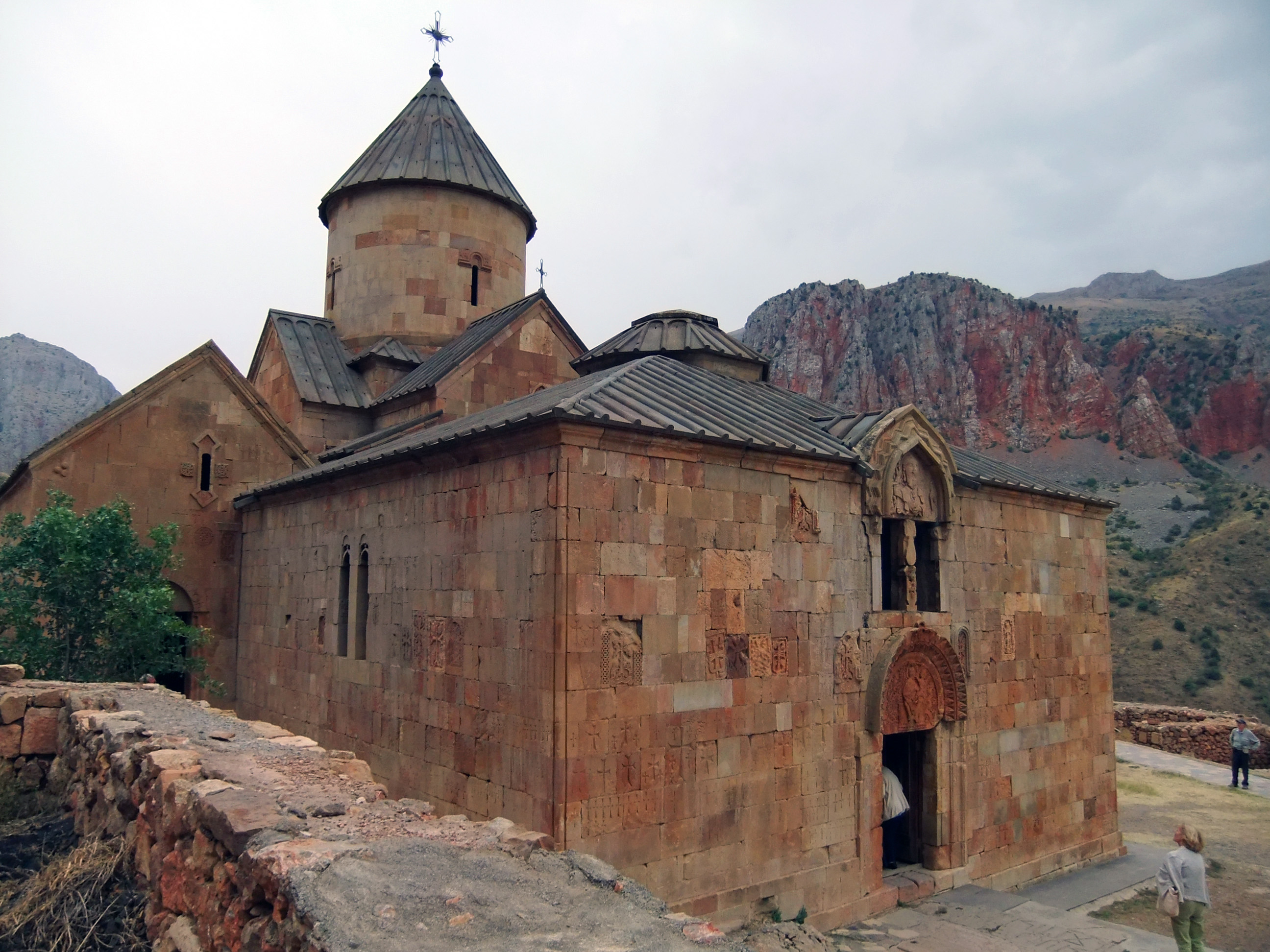
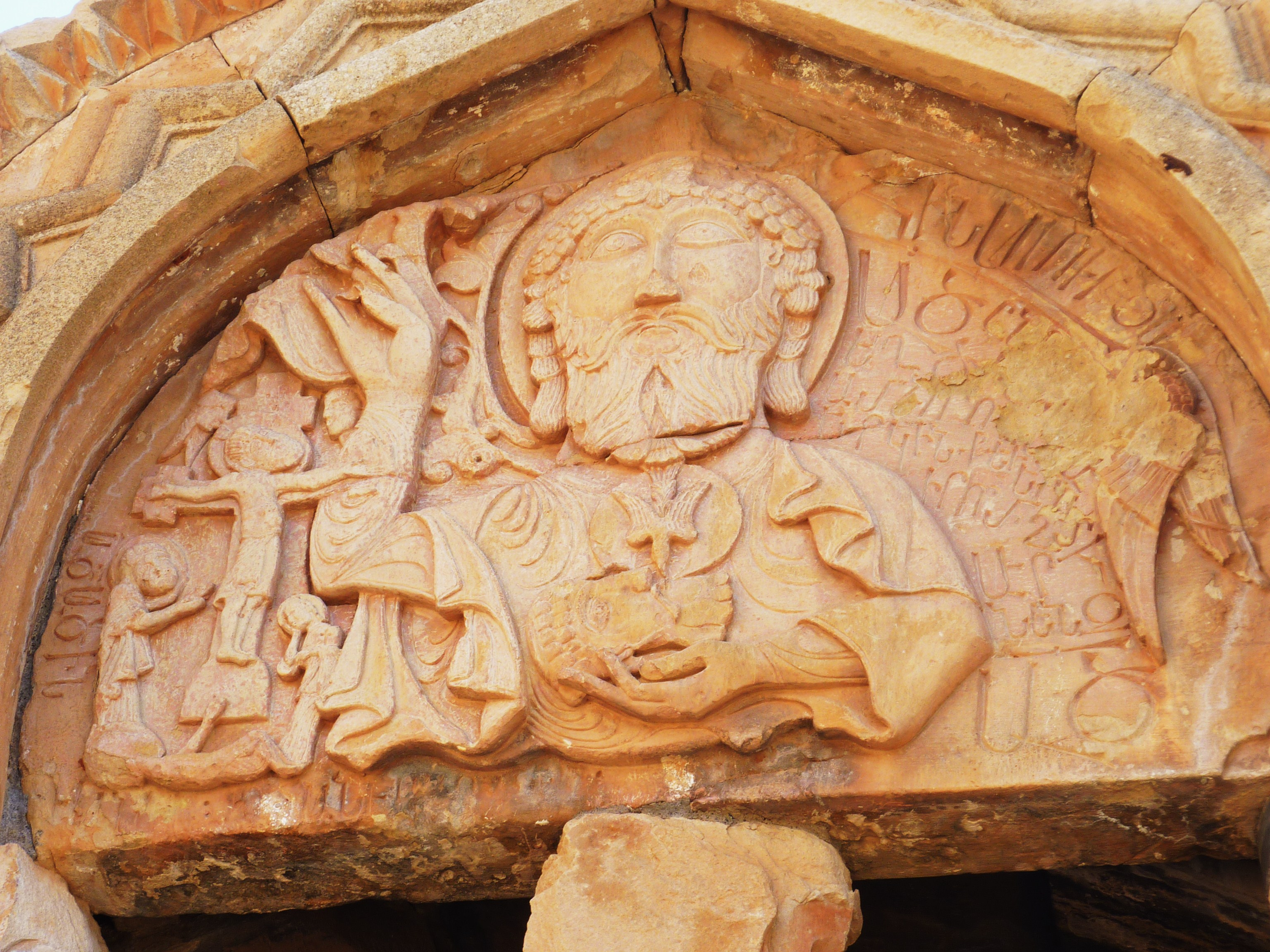
Уникальное изображение Господа
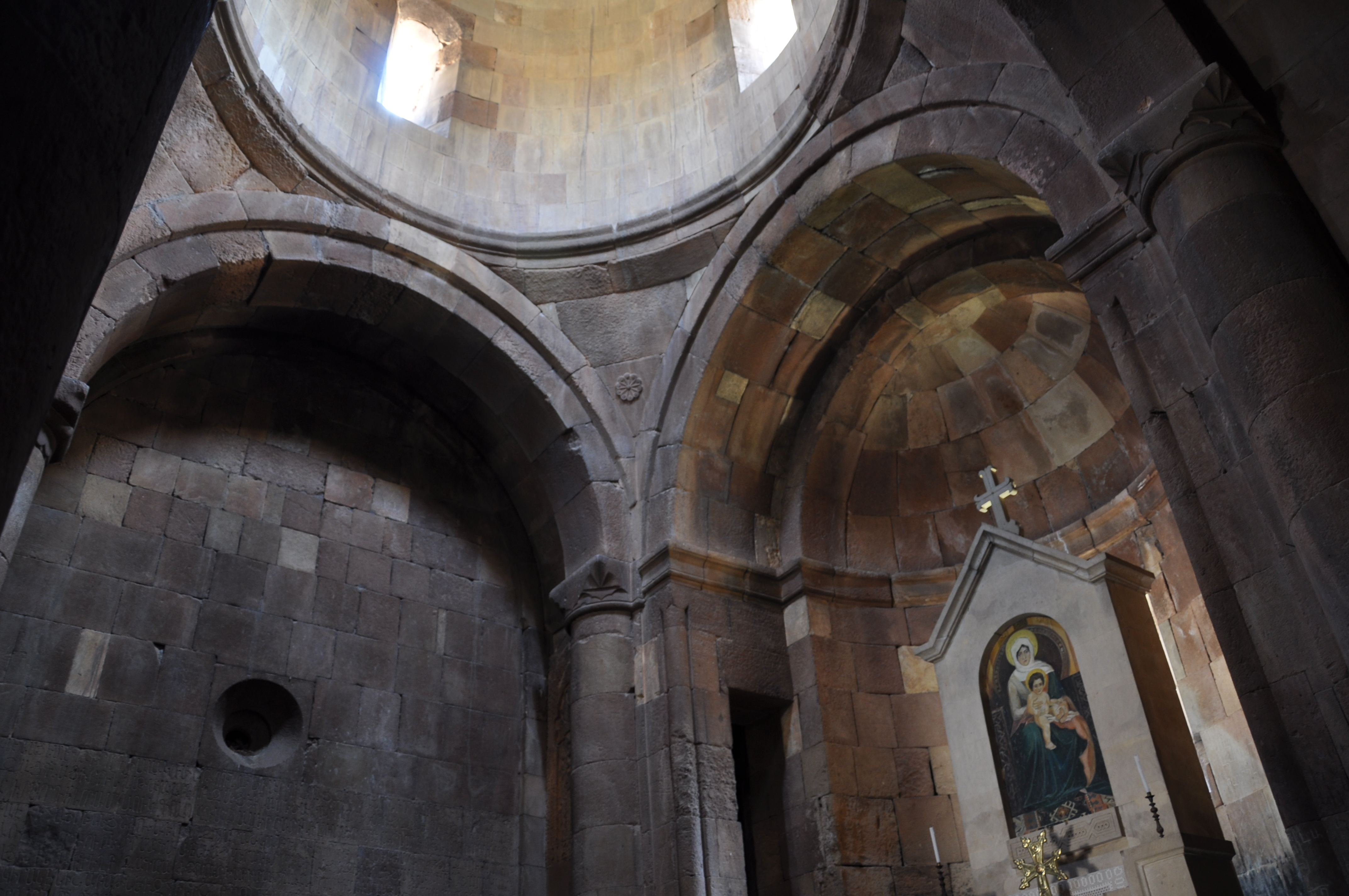
Внутреннее убранство

### Часовня Сурб Григор
Боковая часовня Святого Григория была пристроена к северной стене церкви Святого Карапета в 1275 году. В ней также установлены гробницы семьи Орбелянов, в том числе великолепная надгробная плита с резным изображением человека-льва, датированная 1300 годом. Ею накрыта усыпальница Эликума, сына князя Тарсаича Орбеляна. Это скромное прямоугольное сооружение с полукруглым алтарем и сводчатым потолком, который подпирается арочными стенами. Вход с арочным тимпаном украшен колоннами, а апсида алтаря окружена хачкарами и изображениями голубей на барельефах.

### Хачкары

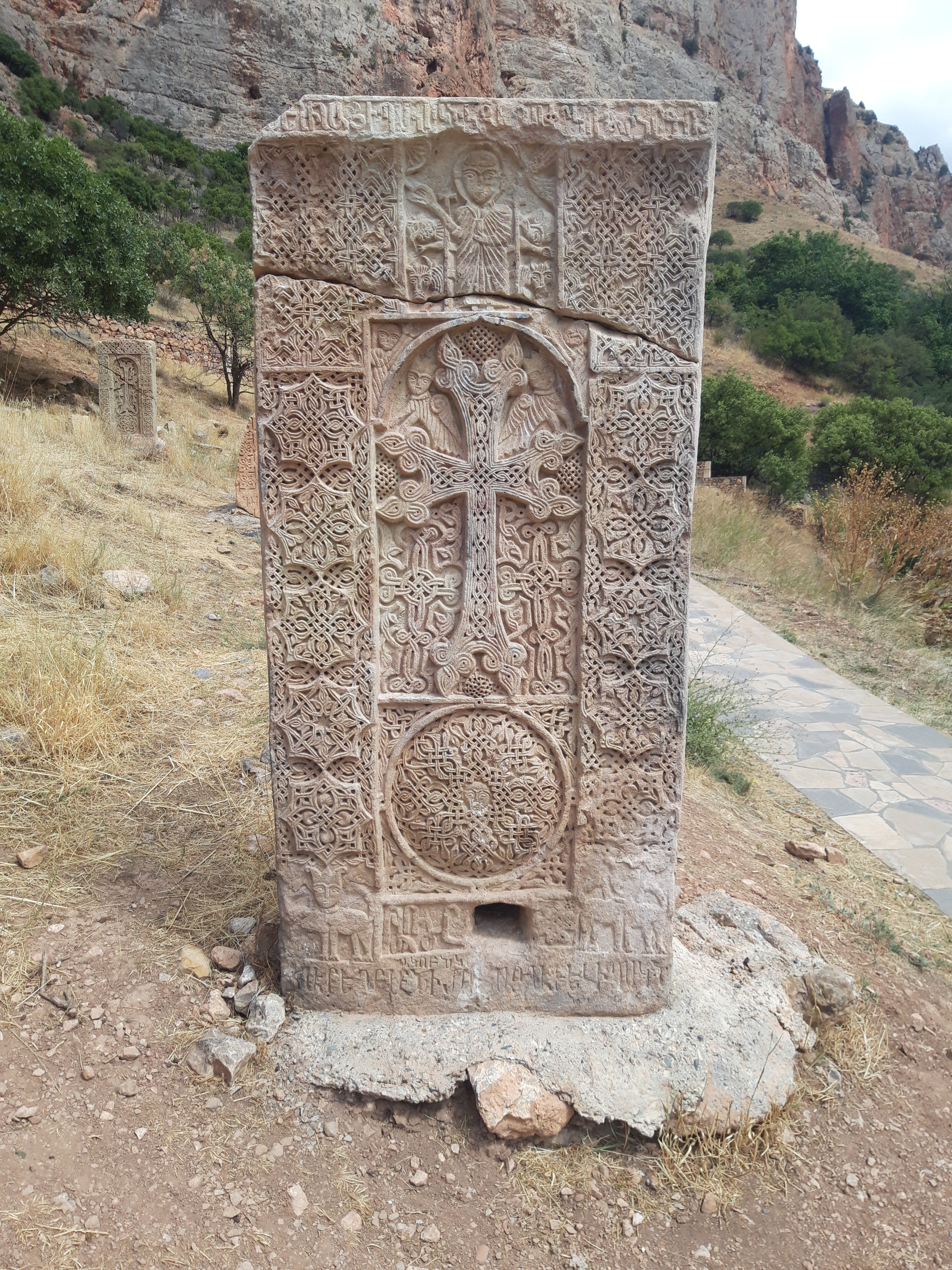
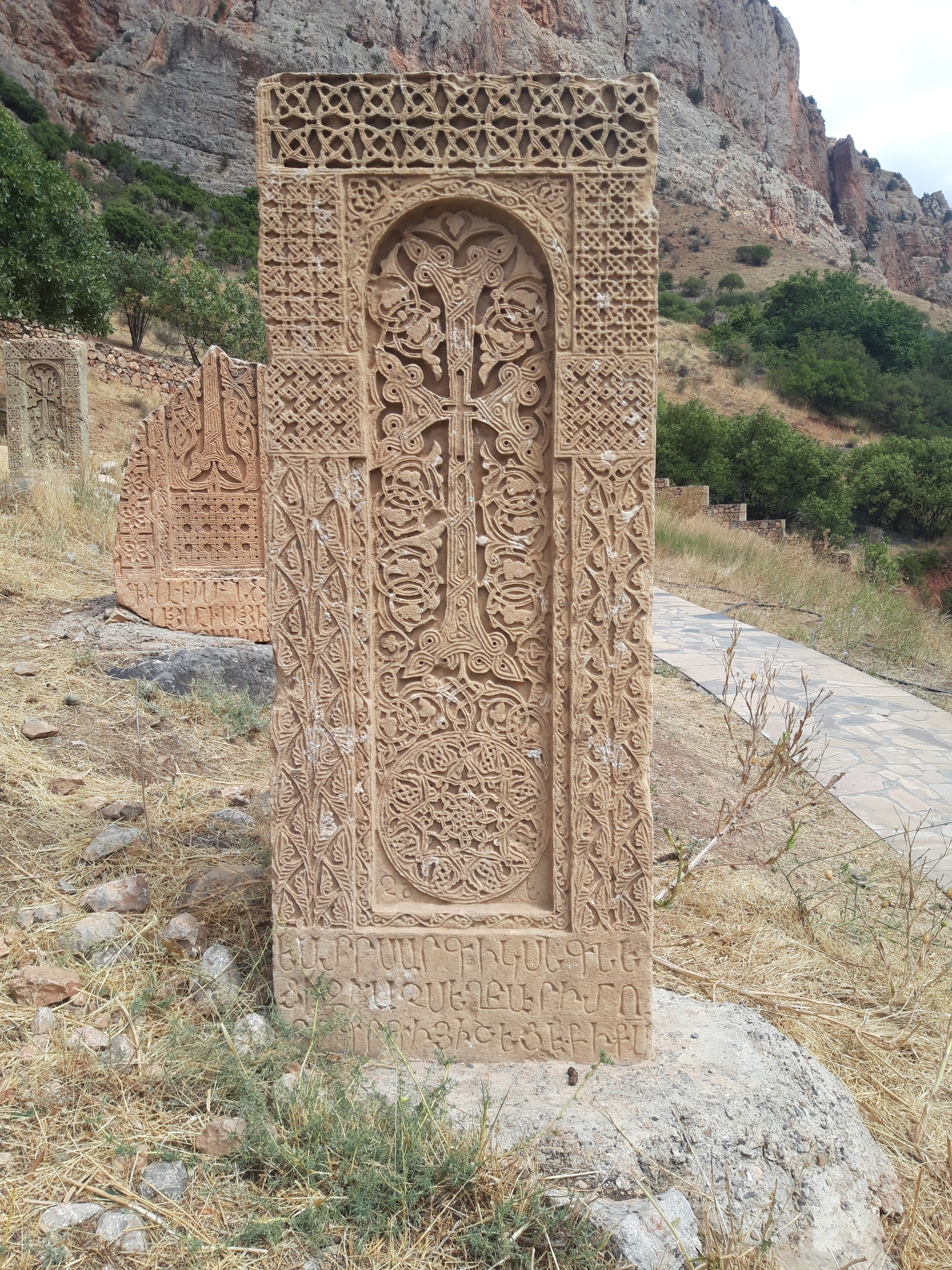
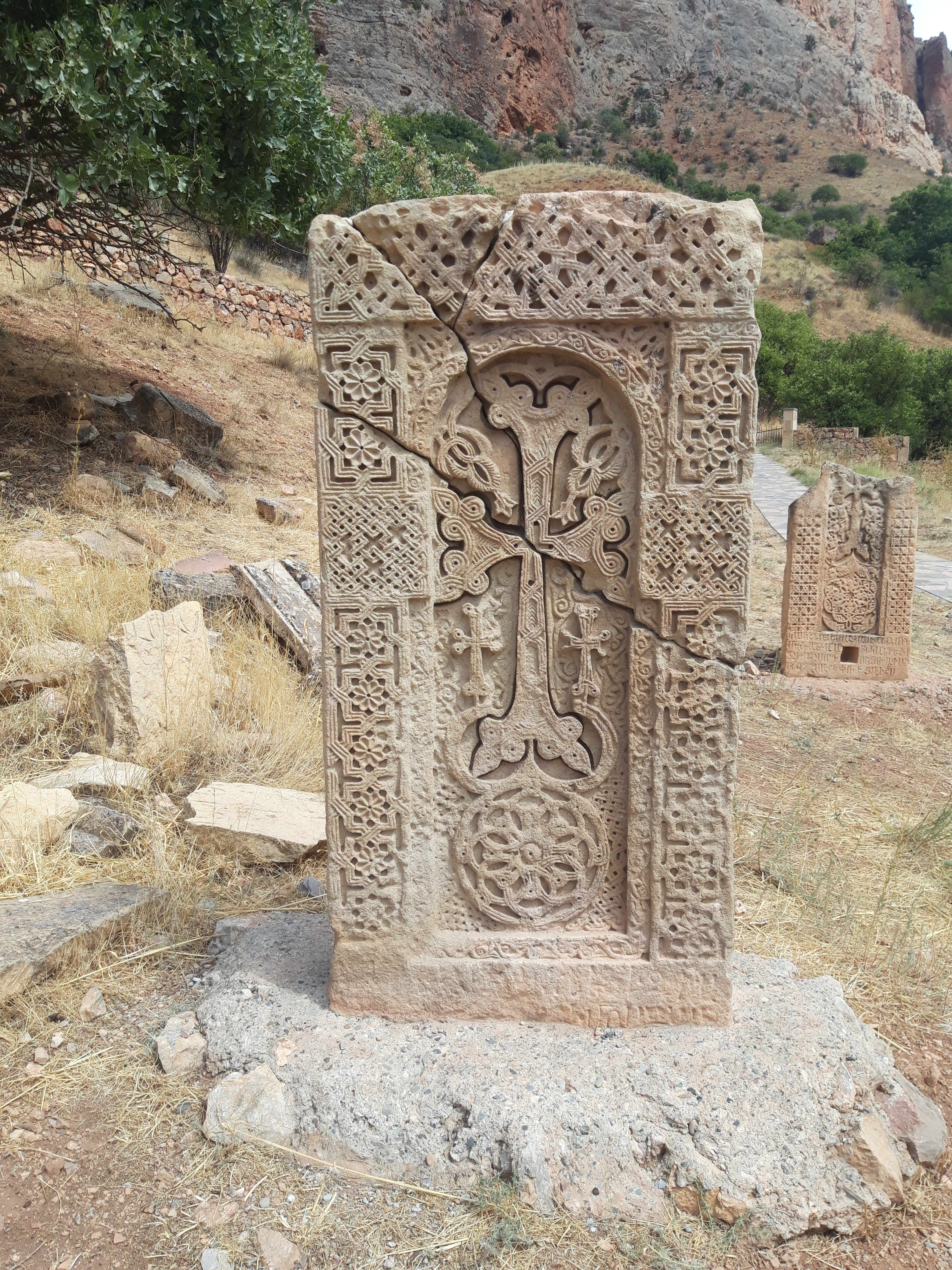
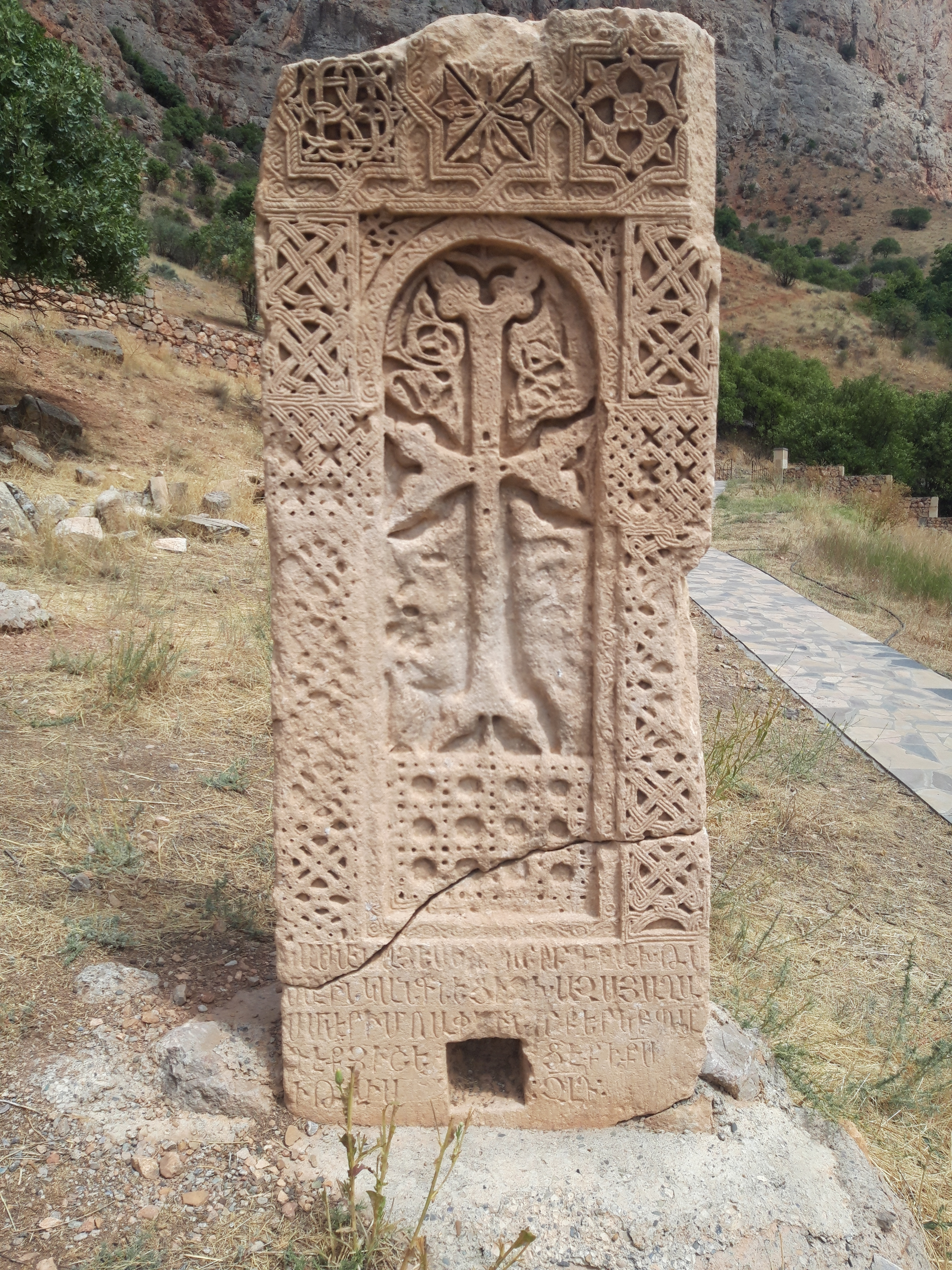
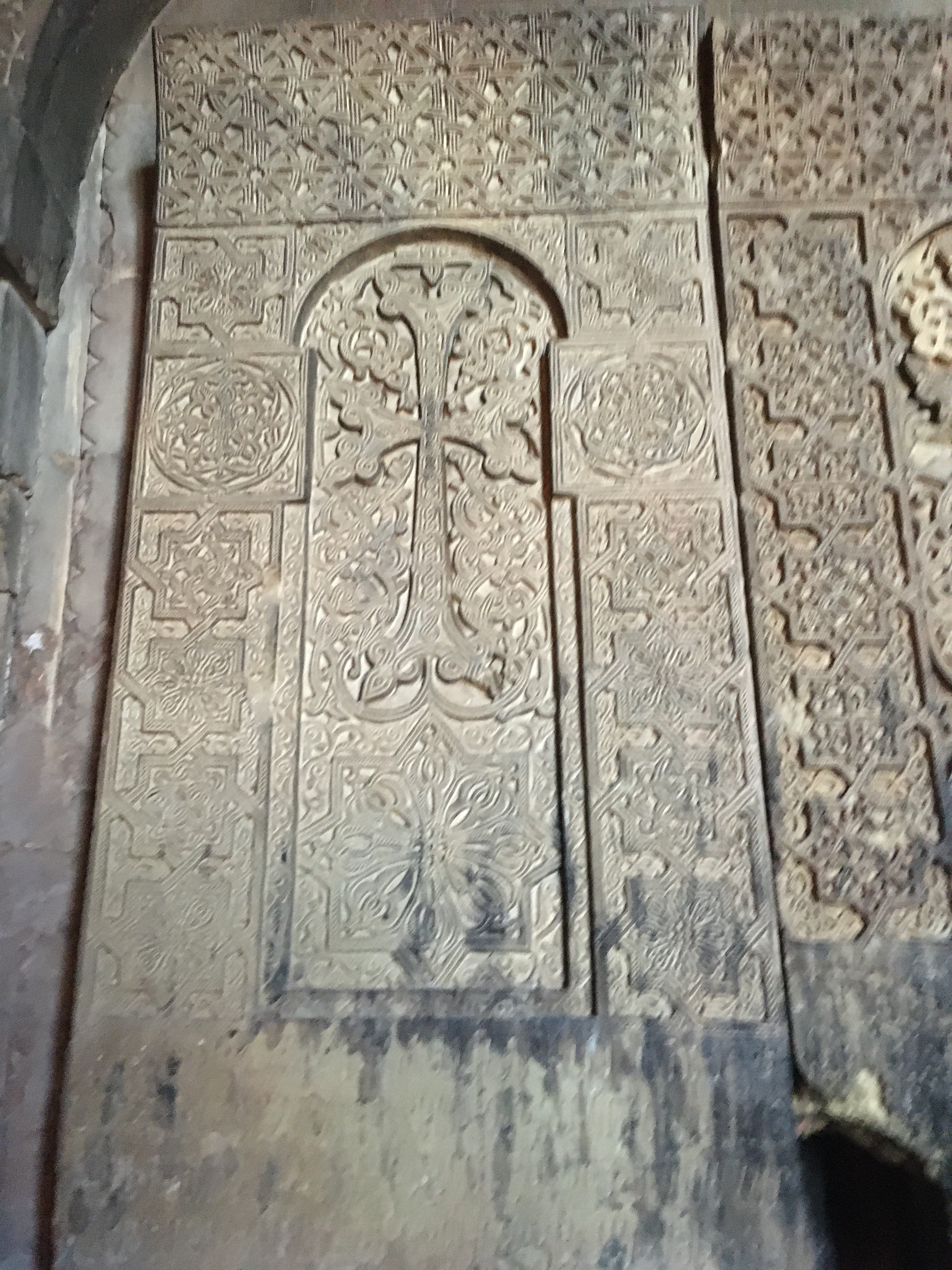

В комплексе сохранилось несколько хачкаров. Самый замысловатый из всех выполнен Момиком в 1308 году. Большой крест над щитообразной розеткой и выпуклые восьмиконечные звезды, вертикально расположенные по бокам, выполнены на фоне ажурной резьбы. В верхней части хачкара — изображение Деисуса в обрамлении пяти арок, символизирующих крытую аллею из вьющихся растений, на что указывает фоновый орнамент из цветов, фруктов и листьев виноградной лозы.